# Papillaria flaviuscula
Papillaria flaviuscula là một loài Rêu trong họ Meteoriaceae. Loài này được Müll. Hal. mô tả khoa học đầu tiên năm 1896.